# Astrid Souply
Astrid Souply, née le 21 juillet 1993 à Reims (Marne), est une ancienne joueuse française de volley-ball du poste de réceptionneuse-attaquante, professionnelle de 2009 à 2019.
En 2020, elle démarre une carrière de juriste en droit social.

## Biographie

### Carrière
Après un début de formation au BO Reims puis au Reims OC, clubs de sa ville d'origine, elle intègre l'institut fédéral (IFVB) en 2009. Avec l'équipe du Pôle France, elle dispute durant trois saisons le Championnat de France de Division Excellence.
En 2012, elle rejoint le club d'Amiens LM avant de découvrir la Ligue AF lors de l'exercice 2013-2014 sous les couleurs du Hainaut Volley. En 2014, elle s'engage avec l'AS Saint-Raphaël.
A l'intersaison 2015, elle est recrutée par l'ASPTT Mulhouse. Avec le club alsacien, elle remporte le Championnat de France 2016-2017. Au cours de cette même saison, en février 2017, elle subit une opération de l'épaule, l'a privant des play-offs de Ligue AF. Pour pallier son absence, le club recrute l'américaine Kristy Jaeckel.
Après une période d'inactivité d'une année, elle dispute la saison Élite 2018-2019 sous les couleurs du Volley-ball Romanais avant de mettre un terme à sa carrière de sportive.

### Équipe nationale française
Le 8 juin 2013, elle se distingue avec la sélection à l'occasion du barrage retour qualificatif pour le Championnat d'Europe 2013 face à l'Ukraine — victoire des Bleues au set en or (it) où elle se montre décisive — disputé à Saint-Dié-des-Vosges. Appelée par le sélectionneur Fabrice Vial, elle est à cette période, la seule joueuse à porter le maillot de l’équipe de France sans fréquenter l’élite professionnelle. Trois mois plus tard, elle prend part à la phase finale de la compétition, où la sélection atteint les quarts de finale, éliminée par la Belgique. Au cours de l'été, elle dispute également les Jeux méditerranéens se déroulant à Mersin en Turquie.
En 2016, elle participe à la Ligue européenne.

### Études universitaires et reconversion
Elle effectue en parallèle de sa carrière de sportive, des études en faculté de droit :
- Université de Haute-Alsace, Mulhouse : Licence 1 de droit (2015–2016) ;
- Université de Haute-Alsace, Mulhouse : Licence 2 de droit (2016–2017) ;
- Université de Reims-Champagne-Ardenne : Licence 3 de droit (2017–2018) ;
- Université Grenoble-Alpes : Master 1 Droit privé (2018–2019) ;
- Université de Reims-Champagne-Ardenne : Master 2 Droit du contrat de travail (2019–2020).

Elle entame à compter de novembre 2020 une carrière de juriste en droit social.

## Clubs
- Institut fédéral (2009–2012)
- Amiens LMVB (2012–2013)
- Hainaut Volley (2013–2014)
- AS Saint-Raphaël (2014–2015)
- ASPTT Mulhouse (2015–2017)
- Volley-ball Romanais (2018–2019)

## Palmarès
- Championnat de France (1) :
  - Vainqueur en 2017.